# Джоузеф Пентланд
Джоузеф Баркли Пентланд (на английски: Joseph Barclay Pentland) е ирландски географ, естествоизпитател, пътешественик.

## Биография
Роден е през 1797 година в Балибоуфи, графство Донигал, Северна Ирландия. Завършва средното си образование в Арма, след това учи естествени науки в Парижкия университет и работи с Жорж Кювие.
От 1825 до 1839 извършва комплексни географски изследвания в Боливия, като в последните години от пребиваването си там (1836 – 1839) съчетава дейността си с тази на британски консул в страната. Освен в Боливия Пентланд работи и в Еквадор, Перу и Чили. Той е един от първите европейци, събрали през 1826 – 1828 материали за флората на Централноандийската Пуна, за езерото Титикака, за общото направление, очертанията и върховете в Западните и Източните Кордилери между 10° ю.ш. и тропика на Козирога. Пентланд поддържа тесни връзки с видните естествоизпитатели по това време Чарлз Дарвин и Уилям Бъкланд.
Близо 15-годишните си изследвания в Андите Пентланд описва в книгата си „Общ вид и физическа конфигурация на Боливийските Анди“, Лондон, 1835.
Умира на 12 юли 1873 в Лондон на 76-годишна възраст.

## Памет
Неговото име носят:
- кратер Пентланд на Луната;
- минерал пентландит.